# Борисов, Михаил Васильевич
Михаил Васильевич Борисов — советский хозяйственный, государственный и политический деятель.

## Биография
Родился в 1916 году. Член КПСС.
С 1933 года — на хозяйственной, общественной и политической работе.
В 1933—1986 гг.:
- слесарь на заводе «Динамо»,
- инженер, начальник цеха, начальник производства, главный инженер, директор авиационного завода в городе Москве,
- первый секретарь Октябрьского райкома КПСС города Москвы,
- первый секретарь Мытищинского райкома КПСС
- ответственный работник ЦК КПСС,
- заместитель министра энергетики и электрификации СССР.

Делегат XXI и XXII съезда КПСС.
Умер после 1986 года.